# Mark Banco
I depositi, anche in monete di diverse tipi e in metalli preziosi, che i commercianti avevano pagato, venivano segnati nei registri della Hamburger Bank in Mark Banco, che era moneta di conto pura, cioè non veniva coniata ed esisteva solo nei registri della banca.
Nel 1622 un Mark Banco corrispondeva a un peso di 8,66 grammi di argento. Poiché il Mark Banco così visto aveva un valore stabile, venne usato per i grandi scambi commerciali e nella risoluzione delle ipoteche come valuta e anche i commercianti tenevano i loro registri in Mark Banco. Inoltre veniva sempre pubblicato regolarmente l'andamento delle altre valute e delle merci.
In seguito anche ad Amburgo venne coniato un marco, chiamato Courantmark, il cui valore differiva però dal Mark Banco. 